# M26 (motorvej)
M26 er en motorvej i Kent, England. Den er en kort forbindelsesvej mellem M25 ved Sevenoaks og M20 ved Wortham.
I den vestlige ende af M26 er der ingen afkørsel fra motorvejen, som går lige ind på M25. Bilister som kommer ind på M26 fra M20 må derfor køre næsten 29 km før de kommer til en afkørsel, noget som er den længste afstand mellem afkørsler på nogen motorvej i Storbritannien. 
| Trafik | Spire Denne trafikartikel er en spire som bør udbygges. Du er velkommen til at hjælpe Wikipedia ved at udvide den. |

51°18′04″N 0°15′09″Ø / 51.3011°N 0.2526°Ø